# Ла Хоя
Ла Хоя (на английски: La Jolla) (произнася се „Ла-Хой-я“) е квартал на град Сан Диего, Калифорния, разположен по протежение на 11 километра плажна ивица от крайбрежието на Тихия океан. Океанът е и западната му граница, а източната е магистрала 5 (interstate 5). На юг граничи с Пасифик Бийч, а на север с Дел Мар. Има население от 42 808 души по данни от 2004 година. 

## Произход на името
Според една от версиите името Ла Хоя има испански произход (по аналогия с la joya – бижу), в смисъл, че първите европейски заселници са имали предвид с това „Перлата на Сан Диего“. Според друга идва от провикването „ахой“ (ahoy) на моряците към хората от сушата. Възможно е и думата да е от индиански произход - или е името на местно племе, наричано Ла Хоя, живяло по тези места дълго време преди да дойдат испанците или е превод на испански на фраза, описваща района на езика на тамошните индианци кумеяай.

## Забележителности
Част от красивата брегова линия е превърната в резерват. Там могат да се видят тюлени, пеликани и скални катерици.
Ла Хоя е едно от най-скъпите места за живеене и къщите наподобяват тези в Бевърли Хилс. В периода 2008 – 2009 година кварталът има най-високите цени на къщи в цяла Америка, със средна цена около 2 милиона долара. В квартала има интересни кина и ресторанти.  
Монт Соледад е най-високата точка в града. Там има огромен кръст и се открива гледка към града, а при много ясно време се вижда дори Мексико. Забележителностите на Ла Хоя включват и:
- Института Солк- занимава се с изследвания в областта на генетиката, молекулярната биология и неврологията.
- Института по океанография Скрипс и изследователския институт към него - провеждат изследвания свързани с океаните, атмосферата и земята като цяло.
- Калифорнийския университет - Сан Диего - един от най-добрите университети в цяла Америка.
- Суперкомпютърния център Сан Диего - той е към университета.
- Бърч Аквариум - асоцииран с Института по океанография и отворен за обществеността.

- Игрище за голф Тори Пайнс – през 2008 то е домакин на Откритото първенство на САЩ по голф.
- Гимназията Ла Хоя (единствената нечастна гимназия в града). Частните училища са Кънтри дей, Бишъп и Приъс. Училището за деца от 6-и, 7-и и 8-и клас е Мюрландс, а началните училища са Тори Пайнс и Ла Хоя.

## Известни жители
- Ракел Уелч – актриса
- Грегъри Пек – актьор
- Клайв Гренгър – Нобелов лауреат по икономика за 2003
- Ан Райс – писателка
- Кари Мълис – Нобелов лауреат по химия за 1993
- Франсис Крик – Нобелов лауреат по физиология и медицина за 1962
- Дейвид Хол – губернатор на Оклахома в периода 1971 – 1975
- Реймънд Чандлър – американски писател
- Гор Вербински – режисьор на Карибски пирати

## Починали в Ла Хоя
- Джей Джей Кейл (1938 – 2013), американски музикант
- Харълд Юри (1893 – 1981), американски физикохимик

## Фотогалерия
- Кея при института Скрипс
- Вълни на кея в Ла Хоя
- Бодисърфинг
- Тюлен в „Детския басейн“

## Виншни препратки
- Карта на Ла Хоя Архив на оригинала от 2008-01-12 в Wayback Machine.
- Профил
- ФактиАрхив на оригинала от 2011-03-24 в Wayback Machine.
- История
- Справочник